# Les Chéris
Les Chéris település Franciaországban, Manche megyében. Lakosainak száma 255 fő (2018. január 1.). Les Chéris Le Mesnil-Ozenne, Ducey-Les Chéris, Isigny-le-Buat, Marcilly és Saint-Quentin-sur-le-Homme községekkel határos.

## Népesség
A település népességének változása:
| Lakosok száma | 260  | 251  | 232  | 240  | 234  | 255  | 270  | 266  | 255  | 255  |
|               | 1962 | 1968 | 1982 | 1990 | 1999 | 2008 | 2011 | 2013 | 2017 | 2018 |